# حقوق الإنسان في سريلانكا
أعربت كبرى المنظمات المدافعة عن حقوق الإنسان مثل منظمة العفو الدولية، وهيومن رايتس ووتش، بالإضافة إلى وزارة الخارجية الأمريكية والاتحاد الأوروبي؛ عن قلقها بشأن حالة حقوق الإنسان في سريلانكا.
تم اتهام الحكم البريطاني في سيلان وحكومة سريلانكا وحركة نمور التاميل الانفصالية بالإضافة إلى عدة قوى شبه عسكرية أخرى وحزب (جاناثا فيموكذي بيرامونا) الماركسي JVP؛ بانتهاك حقوق الإنسان.
ومع أن سريلانكا لم تنفذ رسميًا أي عقوبة إعدام منذ عام 1976، إلا أن هناك حالات موثقة بشكل جيد عن عمليات قتل و«اختفاءات» مدعومة من قبل الدولة.

## الخلفية
غرقت سريلانكا في انتفاضتَين لحزب (جي في بي) وفي حرب أهلية لأكثر من عقدَين من الزمن. أدى القمع الذي مارسته القوى الحكومية والمجموعات شبه العسكرية على ثورة (جي في بي) الثانية في جنوب سريلانكا؛ إلى العديد من الانتهاكات لحقوق الإنسان.أدى هذا التمرد الذي أقامته فصائل حزب (جي في بي) الماركسي إلى موت ما يصل إلى 60,000 شخص معظمهم من السنهاليين ومن ضمنهم طلاب أيضًا. في يوليو عام 1983، انطلق برنامج الحركات المعادية للأقليات الأسوأ في تاريخ سريلانكا؛ والذي يعرَف باسم أعمال شغب يوليو الأسود. بدأت أعمال الشغب استجابةً لكمين مميت أقامه نمور التاميل، وهو واحد من هجمات مجموعات نمور التاميل العديدة في ذلك الوقت على جنود الجيش السريلانكي، وأدى هذا الكمين إلى موت 13 جنديًا.خلال أعمال الشغب هذه، كان معظم من «اختفى» أو قُتِل من الأقلية التابعة لنمور التاميل. قدّرت لجنة مفوّضة من قبل الدولة عدد الوفيات بنحو 1,000 ضحية. وهرب من الجزيرة نحو 150,000 من التاميليين. يتم النظر إلى يوليو الأسود باعتباره بداية حرب أهلية سريلانكية واسعة النطاق ما بين مجموعات التاميل المسلحة وحكومة سريلانكا.

## انتفاضات حزب (جي في بي)
في عام 1971، بدأت ثورة غير ناجحة قادها الشيوعي (جاناثا فيموكذي بيرامونا) ضد حكومة سيلان أثناء حكم رئيس الوزراء سيريمافو باندارانايك. انطلقت الثورة يوم 5 أبريل 1971 واستمرت حتى يونيو 1971. تمكن المتمردون من الاستيلاء على عدة بلدات ومناطق ريفية لعدد من الأسابيع حتى قبضت عليهم القوات المسلحة. خلال هذه الانتفاضة، قُتل نحو 8,000 إلى 10,000 شخص؛ معظمهم من الشباب الثوّار.
أما انتفاضة حزب الـ (جي في بي) لعامَي 1987-89؛ فكانت ثاني ثورة مسلحة فاشلة قادها (جاناثا فيموكذي بيرامونا) ضد حكومة سريلانكا تحت حكم الرئيس جي. آر. جيواردين. على عكس انتفاضة الحزب الأولى لعام 1971، لم تكن الانتفاضة الثانية ثورةً مفتوحة، بل ظهرت كصراع منخفض الشدة والمستمر من عام 1987 حتى 1989؛ مع لجوء حزب (جي في بي) إلى القيام بأعمال تخريبية، واغتيالات، وهجمات وغارات على أهداف مدنية وعسكرية.
تم اتهام كل من الحكومة وقواها شبه العسكرية بالإضافة إلى ثوار حزب الـ (جي في بي) بانتهاكات عظمى لحقوق الإنسان خلال تلك الفترة. تم اتهام أعضاء حزب (جي في بي) أثناء هذه الانتفاضات؛ باغتيال منافسيهم السياسيين والمدنيين الذين عصَوا أوامرهم، وذلك بقطع رؤوسهم وإطلاق النار عليهم. خلال تلك الفترة، كان من المعتاد في سريلانكا رؤية جثث محترقة في محارق إطارات السيارات والتي تعود إلى المشتبهين بانتمائهم إلى حزب (جي في بي). خلال هذه الانتفاضات، قُتِل ما يقدر بـ 60,000 شخص؛ معظمهم ممّن يشتَبه بانضمامه لحزب (جي في بي).

## الحرب الأهلية في سريلانكا

### الحكومة

#### خلال عقد الثمانينيات
في 19 أبريل عام 1986، ألقت قوات الأمن الحكومية القبض على رامانوجام مانيكالينيام، وهو خرّيج قسم الفيزياء من معهد ماساتشوستس للتكنولوجيا، أثناء وجوده في بلده الأم سريلانكا وذلك تحت أحكام قانون مكافحة الإرهاب. قال أصدقاؤه وعائلته إنه تعرض للاعتقال أثناء عودته إلى المنزل من مكتب البريد المحلي مشيًا على الأقدام، وأنه تعرض للتعذيب خلال احتجازه.

#### خلال عقد التسعينيات
في عام 1990، سيطرت القوى السريلانكية على المقاطعة الشرقية في سريلانكا بعد صراعات عنيفة. حتى بعد مغادرة القوى الحكومية في بداية تسعينيات القرن العشرين، إلا أن الاختفاءات والقتل خارج نطاق القانون استمرا بأعداد كثيرة.
بحلول أكتوبر عام 1990، يُقدَر أن 3,000 شخص قد تعرض للقتل أو الاختفاء في مقاطعة أمباري، ويُعتقَد أن كثيرًا من الأشخاص المختفين قُتلوا ضمن الإعدامات التي حصلت خارج نطاق القانون. وحصل الشيء نفسه في مدينة باتيكالوا، والتي تفيد التقارير باختفاء 1,500 شخص فيها. استمر إرهابيو نمور التاميل بقتل الأبرياء في المقاطعة الشرقية، حيث قتلوا المسلمين المتجمعين في مسجدَين لصلاة الجمعة.
كما قتلوا أكثر من 700 شرطي غير مسلح بدم بارد، بالإضافة إلى حافلة مليئة بالرهبان البوذيين في قرية أرانثالاوا. ولكن، لم يتم تحديد المسؤولين عن تلك الاختفاءات بشكل مؤكّد، لأن كلًا من الحكومة السريلانكية والثوار يوجه أصبع الاتهام نحو الآخر.

#### خلال عقد الألفية الثالثة
في عام 2000، أدان الاتحاد الأوروبي أيضًا قوات الأمن السريلانكية فيما يتعلق بحقوق الإنسان، بعد أن سبّب الصراع تهجير 12,000 مدني.
وصرحت بشأن ذلك وزارة الخارجية الأمريكية: «فرضت القوات المدنية بشكل عام سيطرة فعالة على القوات الأمنية، رغم أن بعض أعضاء قوى الأمن قد ارتكبوا انتهاكات خطيرة بحق حقوق الإنسان».
خلال فترة رئاسة ماهيندا راجاباكسا، ارتبط وجود الشاحنات البيضاء في مكان ما بحدوث عمليات الاختطاف والاختفاء خلال الحرب وبعدها. كانت معظم الاختفاءات تحدث للنقاد والصحافيين وآخرين ممّن كانوا على خلاف مع أعضاء من حكومة راجاباكسا، كما ارتبط وجود تلك الشاحنات بعمليات الاختطاف من أجل الفدية وكان يُعتقَد أن شخصيات عسكرية حكومية هي التي تقف وراء قضية الشاحنات.
مات ساديفان نيلاكشان -وهو طالب صحفي تابع لأقلية التاميل السريلانكية ورئيس مجلة شالارام- بطلق ناري في منزله ليلًا أثناء أوقات حظر التجول في منطقة تخضع لحراسة شديدة من قبل الجيش السريلانكي. كان ساديفان جزءًا من سلسلة اغتيالات تستهدف العاملين في مجال الإعلام التابع للتاميليين وخاصة أولئك الذين يدعمون قضية التاميليين، وقد رُبطَت مجلة شالارام التي كان يعمل فيها بفيدرالية طلاب مقاطعة جافنا والتي تدعم القومية التاميلية. تم اعتبار هذا العمل جزءًا من عمليات التخويف والترهيب للإعلام التاميليّ.

### بعد الحرب
يدّعي الأشخاص الذين كانوا أعضاء سابقين في حركة نمور التاميل أو ممن ساعدوهم؛ أن الحكومة استمرت في تعذيبهم حتى بعد انتهاء الأعمال القتالية بشكل رسمي. تقول منظمة هيومن رايتس ووتش أن هناك 62 حالة اعتداء جنسي موثقة منذ نهاية الحرب الأهلية، رغم أن الحكومة تعترف بخمسٍ منهن فقط. وتزعم الدولة أن تلك ليست إلا حالات فردية، بينما يعتقد معارضوها أن ذلك كان جزءًا من حملة حكومية منظمَّة. وجد تحقيق مُجرَى من قبل الـ BBC على برنامج حكومي رسمي أن العديد من الأشخاص الذين يقولون أنهم قد تعرضوا للتعذيب أثناء إقامتهم في مراكز التأهيل الحكومية؛ يكونون من المشتبه في أنهم ثوار سابقون.
وصرّح تقريران من الأمم المتحدة أن برنامج إعادة التأهيل الحكومي لا يوافي المعايير العالمية، وأن حدوث عمليات تعذيب خلاله هو أمر ممكن. أجابت الحكومة قناة الـ BBC بأنه لا صحة لتلك المزاعم، وادّعت أن أولئك الناس المجهولين الذين يكتبون التقارير إما  تقاضوا أجورًا من نمور التاميل للتصريح بتلك الأقوال، أو أنهم تعرضوا للتعذيب فعلًا من قبل نمور التاميل أنفسهم.